# Nahum Tevet

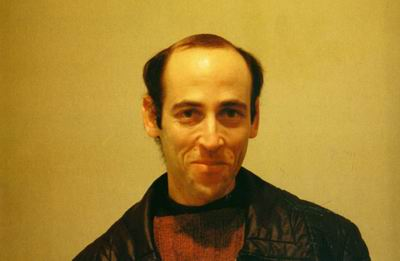
Nahum Tevet

Nahum Tevet (* 1946 im Kibbutz Mesilot, Israel) ist ein israelischer Bildhauer. Nahum Tevet nahm 1962 ein Studium am Oranim Academic College in Kirjat Tiw’on auf. Von 1969 bis 1971 war er Student bei Raffi Lavie am Avni Institute of Art and Design in Tel Aviv.

## Ausstellungen (Auswahl)

### Einzelausstellungen
- 1986–87 Nahum Tevet: Sculptures, Kunsthalle Mannheim und Ludwig Forum für Internationale Kunst, Aachen, Kurator: Joachim Kroniager und Wolfgang Becker
- 1997 Opening Moves, Nahum Tevet Sculptures, Museum Moderner Kunst Stiftung Ludwig Wien, Kurator: Lóránd Hegyi
- 2004 Nahum Tevet: Seven Walks, Dundee Contemporary Arts, Kuratorin: Katrina Brown
- 2011 Diver, Foksal Gallery, Warschau
- 2015 The Rough law of Gardens–Nahum Tevet & Olaf Holzapfel, Museum Bochum – Kunstsammlung, En Harod Museum of Art, Israel, Kurator: Hans Gunter Golinnski, Galia Bar Or.[2][3]

### Gruppenausstellungen
- 1987 documenta 8, Kassel, Kurator: Manfred Schneckenburger
- 1994 22. Biennale von São Paulo, Kurator für Israel: Sarit Shapira
- 1997 4. La Biennale de Lyon, Kurator: Harald Szeemann
- 2000 Zimzum: Contemporary Art from Israel, Heidelberger Kunstverein, Kurator: Hans Gerc
- 2003 Question Five, Biennale di Venezia, Venedig
- 2004 The Mediterraneans, Museo d’Arte Contemporanea di Roma, Kurator: Danilo Eccher
- 2014 In Conversations, Tel Aviv Museum of Art, Kuratorin: Suzan Landau.[4]